# Zdenek Kováč
Zdenek Kováč (* 11. září 1947) byl slovenský a československý politik Komunistické strany Slovenska a poslanec Sněmovny národů Federálního shromáždění za normalizace.

## Biografie
K roku 1981 se profesně uvádí jako hlavní ekonom JZD. V únoru 1985 Ing. Zdenek Kováč nastoupil na post předsedy JZD Záhorská Niva se sídlem v obci Vysoká pri Morave. V roce 1990 z postu předsedy JZD rezignoval ze zdravotních důvodů.
Ve volbách roku 1981 zasedl do slovenské části Sněmovny národů (volební obvod č. 82 - Malacky, Západoslovenský kraj). Mandát obhájil ve volbách roku 1986 (obvod Malacky). Ve Federálním shromáždění setrval do konce funkčního období, tedy do svobodných voleb roku 1990. Netýkal se ho proces kooptací do Federálního shromáždění po sametové revoluci.